# Адамандиос Кораис
Адамандиос Кораис (на гръцки: Αδαμάντιος Κοραής) е виден гръцки просвещенски писател, работил по изчистването на гръцкия език от чужди примеси. Кораис издава печатно много от произведенията на древногръцките класици — например Βιβλιοθήκη ελληνική на Страбон с ценни филологически въведения, като публикува статии по гръцки език и литература. Не е чужд на политическите борби за новогръцка държавност, излизайки с брошурата „За днешното положение на образованието в Гърция“, с която горещо защитава отечеството си, намирайки го за законен наследник на Древна Гърция.
В годината на смъртта му излиза негова автобиография. През 1881 г. в Атина излиза I том от събраните съчинения на Адамандиос Кораис.
Идейната линия в творчеството на Кораис не е оригинална и се изразява в стремеж към просветни реформи, следвайки примера на западноевропейските образци на основата на научните и теоретични постижения на „просветена“ Европа. Това идейно течение, застъпвано от Кораис, от своя страна напълно отрича наследството на Византия, византизма и постиженията на византологията, намирайки Средновековието за анахронизъм, довел до упадъка на (древно)гръцката култура.
В този идеен дух, повлиян от Френската революция, Кораис предприема и намеса в богословската мисъл на епохата, стигайки от предложения за реформирана църква до „измисляне“ на собствена религия (на Върховното същество), чиито главни черти са: отдалечаване от патристичната традиция, отричане на монашеството, на усъвършенстването в духа на благочестието и на моралните ценности и отричането на вселенския дух на Православието, което не е ограничено от етнически или други граници. „Новата религия“ на Кораис е изцяло издържана в атеистичния и антиклерикален дух на Европа по това време, при което обаче се пренебрегва своеобразието на Православието, което не е философска или юридическа система. Тя е плод на духовен живот с цел постигане на Бога. Така Кораис на практика стига до позиция, която в своята цялост довежда до духовното и политическото отслабване на елинизма, не разбирайки и не използвайки историческия метод в проповядвания от него съвременен елинизъм.